# Gare de Watten - Éperlecques
La gare de Watten - Éperlecques est une gare ferroviaire française de la ligne de Lille aux Fontinettes, située sur le territoire de la commune d'Éperlecques dans le département du Pas-de-Calais, à proximité de Watten dans le département du Nord, en région Hauts-de-France. 
C'est une gare de la Société nationale des chemins de fer français (SNCF), desservie par des trains TER Hauts-de-France.

## Situation ferroviaire
Établie à 5 mètres d'altitude, la gare de Watten - Éperlecques est située au point kilométrique (PK) 75,530 de la ligne de Lille aux Fontinettes, entre les gares de Saint-Omer et de Ruminghem. C'est une ancienne gare de bifurcation, origine de la ligne de Watten - Éperlecques à Bourbourg.

## Histoire
Le tableau du classement par produit des gares du département du Nord pour l'année 1862, réalisé par Eugène de Fourcy, ingénieur en chef du contrôle, place la station de Watten au 32e rang, et au 92e pour l'ensemble du réseau du Nord, avec un total de 46 264,55 fr. Dans le détail cela représente : 15 990,68 fr pour un total de 13 333 voyageurs transportés, la recette marchandises étant de 4 049,37 fr (grande vitesse) et 26 224,50 fr (petite vitesse).

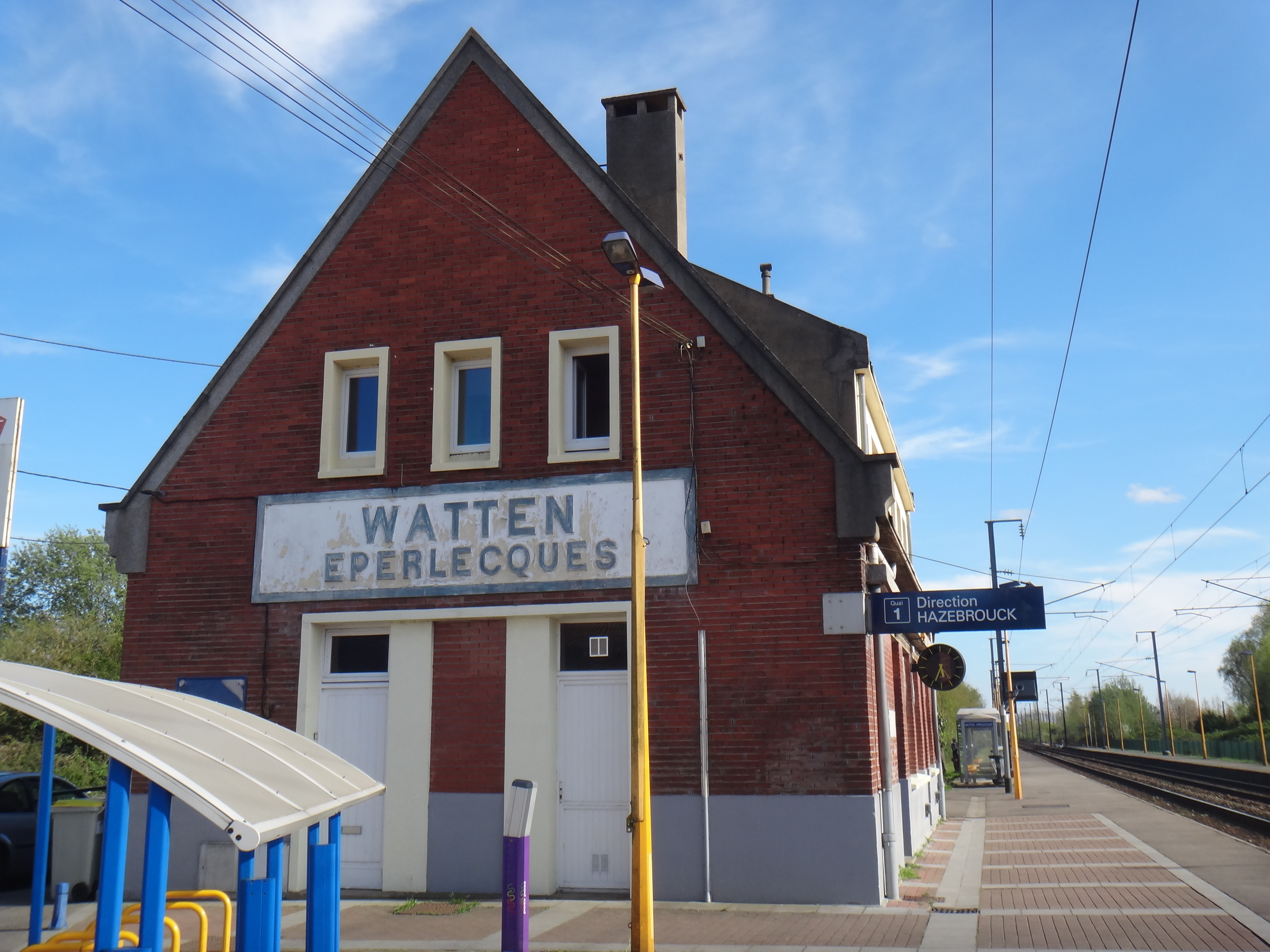
Bâtiment voyageurs côté quai.

## Service des voyageurs

### Accueil
Gare SNCF, elle dispose d'un bâtiment voyageurs, sans guichet, ouvert du lundi au vendredi et fermé les samedis, dimanches et jours fériés. Elle est équipée d'automates pour l'achat de titres de transport.

### Desserte
Watten - Éperlecques est desservie par des trains TER Hauts-de-France qui effectuent des missions entre les gares de Lille-Flandres, ou d'Hazebrouck, et de Calais-Ville.

### Intermodalité
Un parc pour les vélos et un parking pour les véhicules y sont aménagés.